# Hypolimnas hewitsoni
Hypolimnas hewitsoni är en fjärilsart som beskrevs av Wallace 1869. Hypolimnas hewitsoni ingår i släktet Hypolimnas och familjen praktfjärilar. Inga underarter finns listade i Catalogue of Life.